# 官任站
官任站（廈門話：/kuã˧˧ lim˧˧/）位于中华人民共和国福建省厦门市集美区杏林湾路与和新路交叉口地下，是厦门轨道交通1号线的地铁车站，于2017年12月31日投入使用。本站未来计划与6号线实现换乘。

## 车站结构
官任站位于和新路下方，站位南北走向，主体结构为双柱三跨地下三层车站，地下一层为站厅层，地下二和三层分别为1号线和6号线站台层，均为岛式站台。
| 地面层   | 出入口                               | 出入口                    |
| 地下一层 | 站厅                                 | 票务服务、自动售票机      |
| 地下二层 | 北行                                 | 1 往岩内方向 （诚毅广场） |
| 地下二层 | 岛式站台，列车运行方向左侧的车门开启 |                           |
| 地下二层 | 南行                                 | 1 往镇海路方向 （杏锦路） |
| 地下三层 | 西行                                 | 6 往龙江明珠方向 （董任） |
| 地下三层 | 岛式站台，列车运行方向左侧的车门开启 |                           |
| 地下三层 | 东行                                 | 6 往凤林方向 （杏林湾）   |